# Taira-jima
Taira-jima  (平島) est une île du Japon, une des îles Tokara en mer de Chine orientale.

## Géographie
Elle est située à 32 kilomètres au sud-ouest de Nakano-shima. C'est la deuxième plus petite des îles habitées de l'archipel. Elle est connue pour ses onsen.

## Histoire
Jusqu'en 1624, l'île faisait partie du royaume de Ryūkyū. Lors de l'époque d'Edo, elle faisait partie du domaine de Satsuma. En 1896, elle passe sous l'administration du district d'Ōshima, puis en 1911 à celle du village de Toshima. De 1946 à 1952, l'île a été administrée par les États-Unis dans le cadre du gouvernement provisoire de îles Ryukyu du Nord.

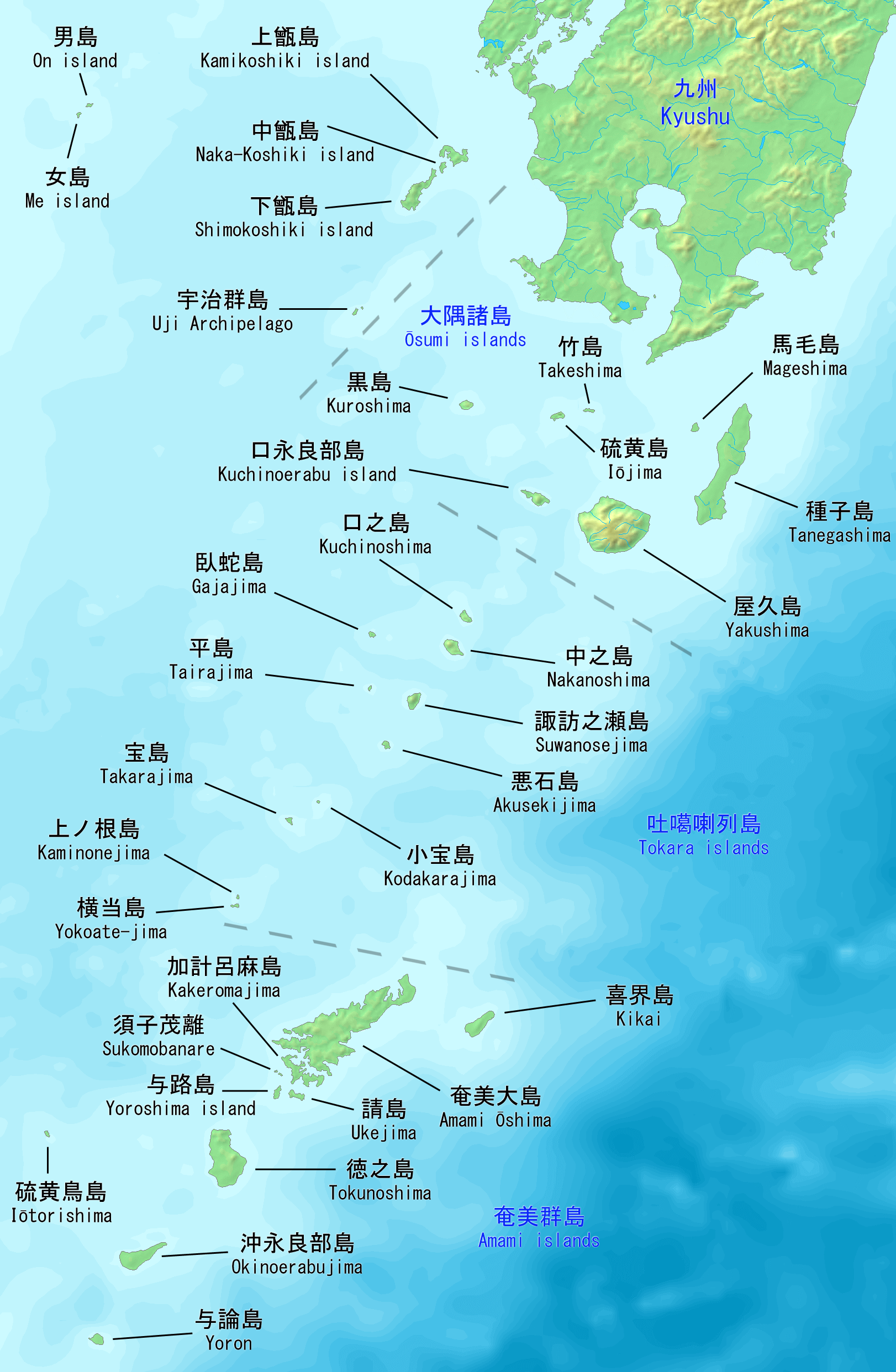
Les îles Tokara dont Taira-jima.